# Землетрус в Кангрі (1905)
Землетрус 1905 року в Кангрі відбувся в долині Кангра та регіоні Кангра провінції Пенджаб (сучасний Гімачал-Прадеш) в Індії 4 квітня 1905 року. Землетрус становить 7,8 бала за шкалою магнітуди поверхневої хвилі. Унаслідок землетрусу загинуло понад 20 000 людей. Крім цього, більшість будівель у містах Кангра, Маклеод Гандж і Дармсалі були знищені.

## Передумови
Розрахований епіцентр землетруса знаходиться в межах зони зсувів вздовж передньої частини Гімалаїв, утворених в результаті тривання зіткнення Індійської плити в Євразійську плиту. Підсовування Індійського субконтиненту під Тибетом уздовж збіжної межі довжиною 2500 км, відомого як Головний Гімалайський Потік, призвів до підняття переважної Євразійської плити, таким чином, створивши довгий гірський хребет, паралельний збіжній зоні.

## Характеристики землетрусу
Землетрус силою 7,8—7,9 бала вдарив у західній частині Гімалаїв у штаті Гімачал-Прадеш, за оцінками, глибиною 6 км вздовж дуже неглибокого розлому поштовху, ймовірно, на Головному Гімалайському Зсуві. Площа розриву розрахована на 280 × 80 км. Розрив не вийшов на поверхню, отже, вважається землетрусом зі сліпим поштовхом. Більш недавнє дослідження, проведене у 2005 році, оцінило зону розриву в 110 × 55 км, проте все ще не порушуючи поверхню.

## Пошкодження
Землетрус досяг свого піку за інтенсивністю Россі-Фореля X у Кангрі. Близько 150 км від цієї зони на південний схід було зафіксовано область підвищеної інтенсивності, що досягає VIII. Ця надзвичайно висока інтенсивність від землетрусу на Індо-Гангській рівнині включала міста Дехрадун та Сахаранпур. Це було відчуто як VII у таких містах, як Касаулі, Біласпур, Чамба та в сусідньому Пакистані, включаючи Лахор.
Повідомлялося, що в результаті землетрусу було зруйновано близько 100 000 будівель. За оцінками, більше ніж 20 000 людей було вбито, а 53 000 домашніх тварин також втрачено. Було також серйозні пошкодження в мережу схилових акведуків, які харчувалися водою в постраждалій зоні. Загальна вартість відновлення від наслідків землетрусу склала 2,9 млн (1905) рупій.

## Дивитися також
- Список землетрусів 1905 року
- Список землетрусів в Індії